# Джон Клепхем
Сер Джон Гарольд Клепхем (англ. sir John Harold Clapham; 13 вересня 1873 — 29 березня 1946) — англійський економіст, спеціаліст в області історії економіки. Займався вивченням історії економіки Великої Британії та країн Європи.
Президент Британської академії (1940-1946).

## Біографія
Джон народився в Солфорді, графство Ланкашир, 13 вересня в 1873 році в сім'ї ювеліра і срібних справ майстра.
Вступивши  в 1892 році до коледжу, в 1895 році отримав ступінь бакалавра історії першого класу,а  в 1898 році — магістерську ступінь, в 1914 році — ступінь доктора наук в Королівському коледжі при Кембриджському університеті. За час навчання в 1894 році виграв грант на написання бакалаврської роботи.
У 1896 році виграв можливість отримувати стипендію Лайтфута як спеціаліст по церковній історії, а в 1897 році — грант Принца-консорта за написання магістерської дисертації.
В 1898—1902 роках проводив лекції  по історії та економіці в Королівському коледжі.
В 1902—1908 роках був професором економіки в Йоркширському коледжі при Університеті Лідса.
В 1908—1913 роках — декан, в 1913—1929 роках — тьютор, а в 1933-1943 роках — перший проректор в Королівському коледжі.
В 1928—1938 роках професор економічної історії в Королівському коледжі.
Під час  Першої світової війни працював в Міністерстві торгівлі Британії. Був членом, а в 1920 році президентом Британської асоціації.
В 1926 році — почесний лектор  в Оксфордському університеті.
В 1938 році —почесний доктор літератури в Королівському коледжі  і в Лідському університеті.
Бул членом, а в 1940—1946 роках — президентом Британської академії.
Джон Клепхем помер 29 березня 1946 року. Після себе залишив велику кількість праць по історії економіки країн Європи.

## Нагороди
- 1918 — орден Британської імперії.
- 1943 — отримав звання лицар.